# Köpesdy Sándor
Köpesdy Sándor (Kiskunfélegyháza, 1840. december 10. – Budapest, 1925. március 29.) irodalomtörténész, pedagógus, pedagógiai író, főgimnáziumi igazgató.

## Életútja
A gimnázium két alsó osztályát szülővárosában, a többit a budapesti kegyesrendieknél végezte; a pesti egyetemen bölcseleti hallgató volt három és fél évig. 1864. novembertől a budapesti királyi katolikus főgimnáziumnál, később a II. kerületi főreáliskolánál mint póttanár működött. 1865. február 22-én a bajai főgimnáziumhoz a magyar irodalom és története helyettes tanárává nevezték ki. 1867. június 2-án a latin és görög nyelvből és irodalomból tett vizsga után magyar és német nyelven előadási képesítést szerzett. A Baján töltött nyolc és fél évi működése után a közoktatási minisztérium a budapesti  V. kerületi királyi katolikus főgimnáziumhoz helyezte át 1878-ban. 1881-ben Trefort Ágoston közoktatásügyi miniszter megbízta a budapesti VII. kerületi magyar királyi állami gimnázium megszervezésével és vezetésével. 1881-től 1893-ig ennek igazgatója volt, majd ismét az V. kerületi királyi katolikus főgimnáziumban működött mint igazgató-tanár 1909-ig. Kitűnt a tanítás szemléltető eszközeinek gyűjtésében, sőt ilyen eszközöket maga is készített. Az iskolai turistaságnak egyik, úttörője, mint ilyen tanítványaival hazánkban és Olaszországban több utazást tett. A Magyarországi Kárpát-egyesület (MKE) Budapesti Osztályának vezetőségi tagja volt.
Cikkeket írt heti- és napilapoknak, szerkesztője (1873–74) majd munkatársa volt az Országos Középiskolai Tanáregylet Közlönyének, munkatársa volt a Magyar Nyelvtörténeti Szótárnak, szerkesztette a Kritikai Szemlét (1878) és a Középiskolai Könyvek Tára sorozatot (1891–93).

## Művei

### Folyóiratcikkek
Cikkei megjelentek a Riedl Szende szerkesztette Kritikai Lapokban (könyvismertető, 1863), a Heti Szemlében (Az írás eredete és fejlődéséről, 1870), a bajai gimnázium Értesítőjében (Az olympi istencsalád alakulásai, 1870), az Országos Középiskolai Tanáregylet Közlönyében (Magunkról magunknak, A latin és görög classicusok kiadásainak használatáról, 1886), a budapesti V. kerületi királyi katolikus főgimnázium Értesítőjében (M. Tullius Cicero és levelei, 1874), a budapesti VII. kerületi állami főgimnázium Értesítőjében (Az iskola alapításának és első éves történetének vázlata, 1882), az Egyetemes Philologiai Közlönyben és más lapokban is (Középpárt, Nemzeti Hírlap, 1848., A Hon, Ellenőr, Nemzet stb.), valamint írt tanügyi és ismeretterjesztő cikket is.

### Önálló kiadásként megjelent művei
- A görög irodalom története, Pest, 1873. (Ism. Uj M. Sion.)
- M. T. Cicero válogatott levelei, magyarázattal, Budapest, 1874; 4. jav. kiadás: Budapest, 1896, Görög és latin remekírók gyűjteménye 35.)
- M. T. Cicero két beszédje: Pro Sexto Roscio Amerino és De imperio Ca. Pompei, magyarázattal, Budapest, 1875, (újabb kiadása: 1899, Budapest, Pro Archia poeta című beszéddel kiegészítve)
- Magyar-latin és latin-magyar kézi szótár, Budapest, 1881–82, I-II. kötetek, (Holub Mátyással együtt. I. 2. kiadás. II. 3. javított kiadás, Budapest, 1894; Ism. Egyet. Philol. Közlöny 1895)
- M. Tullii Ciceronis in L. Sergium Catilinam orationes quatour, magyarázattal, Budapest, 1882 (Jeles Írók Iskolai Tára XVIII.)
- Tanügyünk és a középiskolai Törvényjavaslat, Budapest, 1882
- M. Tullii Ciceronis De Officiis libri tres, magyarázattal, Budapest, 1887, (Görög és latin klasszikusok gyűjteménye)
- Praeparatio Cicero beszédjeihez Catilina ellen,  I. füzet. Cat. I. II. 1–6. fejezetek, Budapest, 1891, (Latin praeparatiók XI.)
- A görög irodalomtörténet synchronistikus táblája, Budapest, 1898